# 金庚子
金庚子（？—），女，韩国乒乓球运动员。她曾获得1981年世界乒乓球锦标赛女子团体亚军。